# Onze Tram
De N.V. Auto-Onderneming 'Onze Tram' (OT), gevestigd in Rossum (Gelderland), was van 1924 tot 1983 een autobusbedrijf dat openbaar vervoer verzorgde in de Bommelerwaard met een doorverbinding naar 's-Hertogenbosch. De naam suggereert dat OT begon met tramvervoer, maar de oprichter A. Haima de Vries had het bedrijf deze ironische naam gegeven om te laten zien dat de Bommelerwaard dan wel geen tram had, maar een gelijkwaardig vervoermiddel: de bus. 
De firma werd in 1927 omgezet in een naamloze vennootschap, waarbij de gebruikte benaming 'Onze Tram' officieel de bedrijfsnaam werd. Tijdens de Tweede Wereldoorlog traden twee andere ondernemers toe als aandeelhouders met inbreng van hun materieel, personeel en vergunningen. 
Het bedrijf reed op drie trajecten:
- Lijn 1 (later 65) van 's-Hertogenbosch naar Tielse Veer via Hedel, Kerkdriel, Rossum, Dreumel en Wamel.
- Lijn 2 (later 66) van 's-Hertogenbosch naar Well via Hedel en Ammerzoden. Op sommige ritten reed deze lijn door naar Nederhemert, Aalst en Poederoijen.
- Lijn 3 (later 67) van Rossum naar Well via Zaltbommel, Bruchem en Delwijnen.

Er werd nauw samengewerkt met twee aangrenzende particuliere busbedrijven in de Betuwe, de firma Van Ballegooijen te Haaften (die ook een lijn in de Bommelerwaard exploiteerde) en de ETAO te Tiel. De drie bedrijven gaven een gezamenlijke dienstregeling uit. Toen de beide andere in 1966 onder NS-regie werden opgenomen in de BSM, ging OT voorlopig nog zelfstandig verder.  
In 1982 werd het trajectdeel van Rossum tot Tielse Veer van lijn 65 overgenomen door Zuidooster, die hier al reed onder lijnnummer 85. In 1983 werden de resterende lijnen en bussen overgenomen door de BBA, die de lijnnummers wijzigde in 165, 166 en 167. Sinds 2007 worden de lijnen gereden door 
Arriva waarbij een deel van de ritten wordt uitgevoerd door het plaatselijke busbedrijf Juijn uit Rossum. Lijn 165 rijdt door naar Druten.